# Tortella fragilis
Tortella fragilis là một loài Rêu trong họ Pottiaceae. Loài này được (Hook. & Wilson) Limpr. miêu tả khoa học đầu tiên năm 1888.